# Jonathan Sarfati
Jonathan Sarfati (ur. 1 października 1964 w Ararat) – australijsko-nowozelandzki kreacjonista młodej Ziemi, chemik fizyczny, pisarz i apologeta. Dwukrotny mistrz Nowej Zelandii w szachach (w latach 1987-88). Autor artykułów dla kreacjonistycznej organizacji Creation Ministries International (CMI). Posiadacz potrójnego obywatelstwa Australii, Nowej Zelandii i USA.
Studiował w Wellington College, w Nowej Zelandii. Następnie ukończył studia na Uniwersytecie Wiktorii w Wellingtonie, z tytułem licencjata (z wyróżnieniem), w dziedzinie chemii. Tutaj także zdobył tytuł doktora na podstawie pracy zatytułowanej „A Spectroscopic Study of some Chalkogenide Ring and Cage Molecules”.
Jest współautorem artykułów w głównych czasopismach naukowych na temat nadprzewodników wysokotemperaturowych, oraz zawierających selen cząsteczek pierścieniowych i klatkowych. Gdy miał 22 lata był również współautorem artykułu opublikowanego w Nature. Chociaż wychowany w niereligijnej rodzinie żydowskiej, w 1984 roku konwertował na chrześcijaństwo. W 1999 roku ukazała się jego pierwsza książka — Refuting Evolution (Odrzucając ewolucję). W 2010 roku Sarfati razem z żoną wyemigrował do USA.